# Gondolj rám
Gondolj rám (letterlijk vertaald: Denk aan mij) is een Hongaarse dramafilm uit 2016 van András Kern die zelf de hoofdrol vertolkt.

## Verhaal
Dokter Borlai krijgt te horen dat hij nog maar enkele dagen te leven heeft. Hij beschouwt zichzelf als ervaringskundige in dit soort zaken en denkt dat door haat op te wekken bij zijn geliefden hun verdriet bij zijn overlijden minder zal zijn. Hij slaagt in zijn opzet en verafschuwt zichzelf, maar om een onverklaarbare reden blijft hij langer in leven dan eerst uitgerekend.

## Rolverdeling
| Acteur              | Personage     |
| ------------------- | ------------- |
| András Kern         | dokter Borlai |
| Enikõ Eszenyi       |               |
| Tünde Majsai-Nyilas |               |
| Blanka Szilasi      |               |
| Ádám Rajhona        |               |
| Tamás Puskás        |               |
| Enikö Börcsök       |               |